# Gawarr
Gawarr (orm. Գավառ; do 1959 Նոր Բայազետ, Nor Bajazet; do 1996 Կամո, Kamo) – miasto w Armenii, stolica prowincji Gegharkunik. Według danych na rok 2022 liczy 17.8 tys. mieszkańcóww. Ośrodek przemysłowy. W mieście znajduje się lotnisko.

## Historia
Miejscowość została założona w 1830 jako Nor Bajazet przez ormiańskich migrantów z Bayazit (koło dzisiejszego miasta Doğubayazıt), leżącego w niegdysiejszej zachodniej Armenii, a znajdującego się wówczas pod panowaniem osmańskim. W 1850 otrzymała prawa miejskie. W 1959 r. nazwa miasta została zmieniona na Kamo na cześć gruzińskiego bolszewika, z pochodzenia Ormianina – Simona Ter-Petrosjana, pseud. Kamo. W 1995 podjęto decyzję o nadaniu obecnej nazwy, nawiązującej do nazwy używanej przez Ormian już w XIX w.

## Zabytki
- Klasztor z kościołem Matki Bożej z VII w. i kościołem św. Grzegorza z XIX w.
- Kościół św. Karapeta z 1848[3]
- Katedra Matki Bożej z 1905, kościół katedralny diecezji Gegharkunik Apostolskiego Kościoła Ormiańskiego.
- Kaplica Krzyża Świętego z XVII w.

## Urodzeni w mieście
- Samwieł Koczarianc – konstruktor

## Galeria

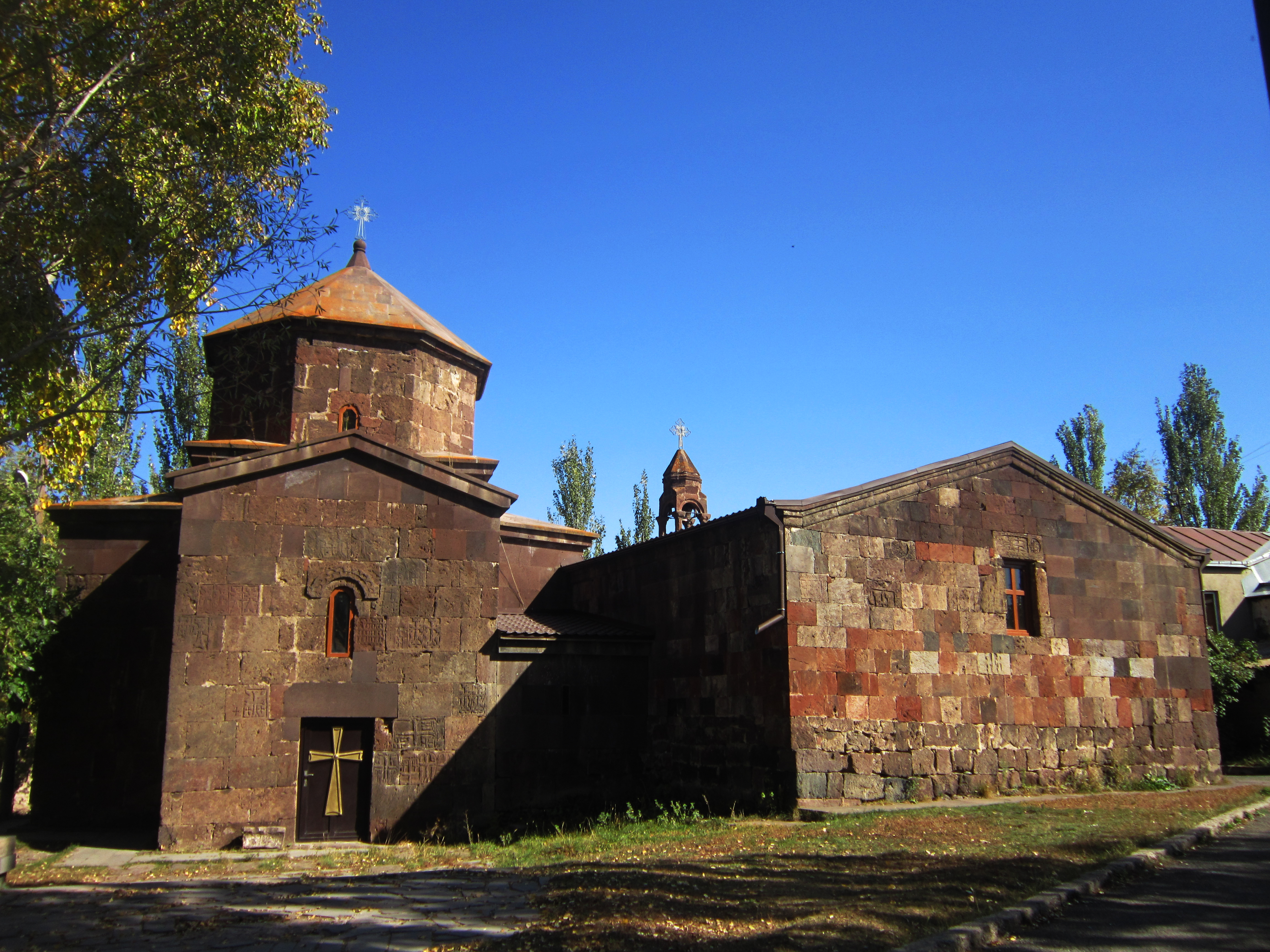
Klasztor ormiański
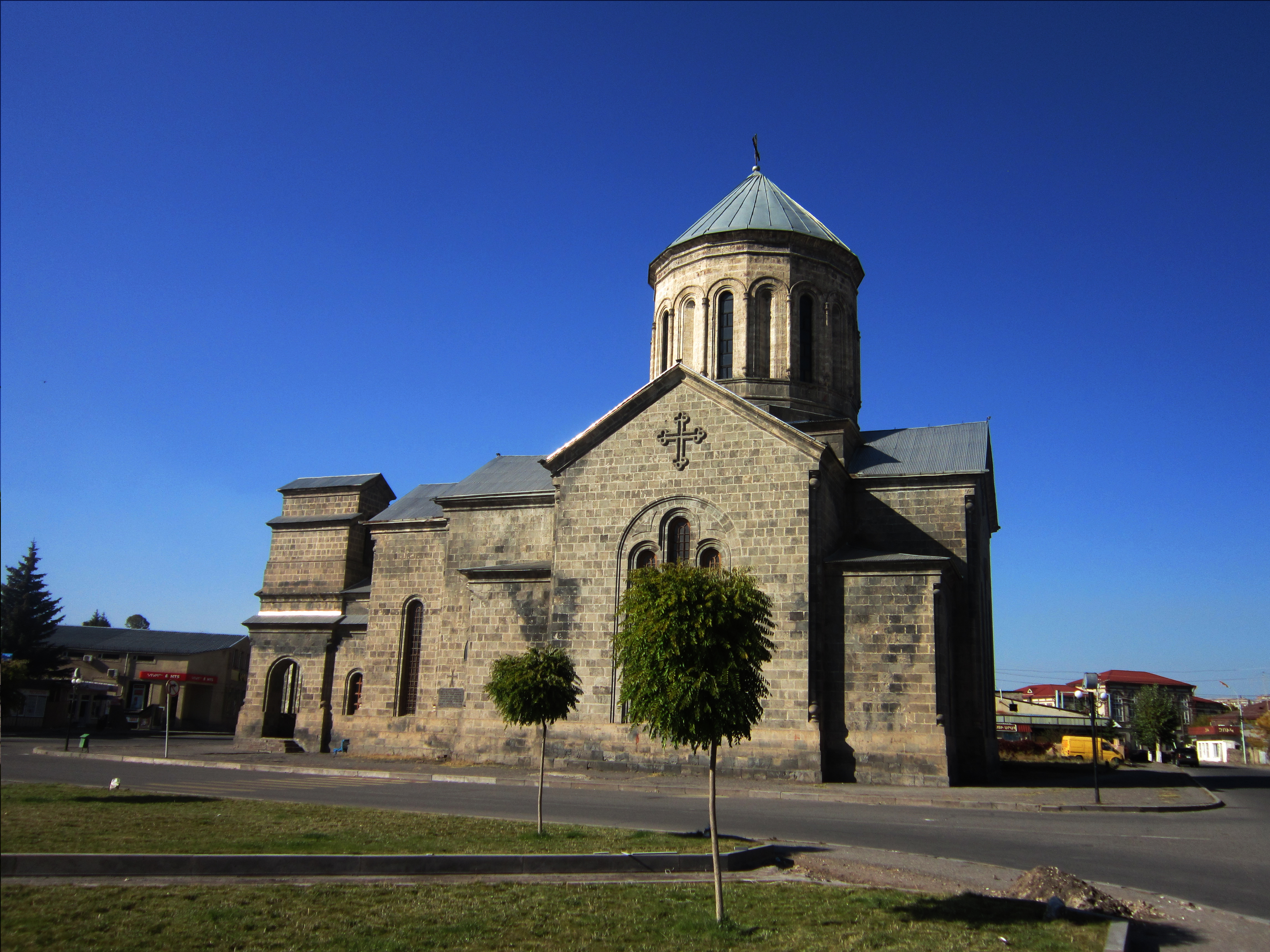
Katedra Matki Bożej
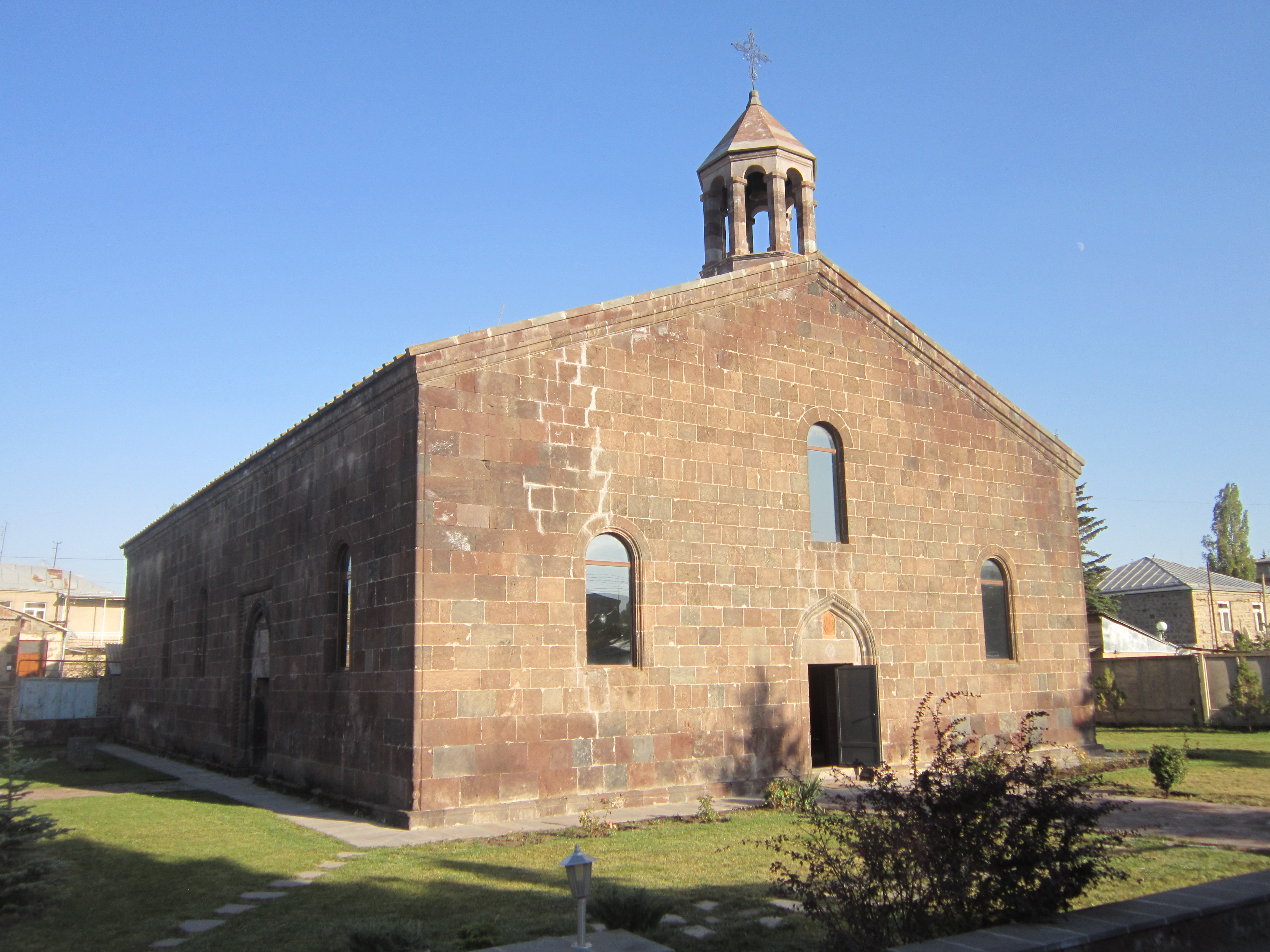
Kościół św. Karapeta
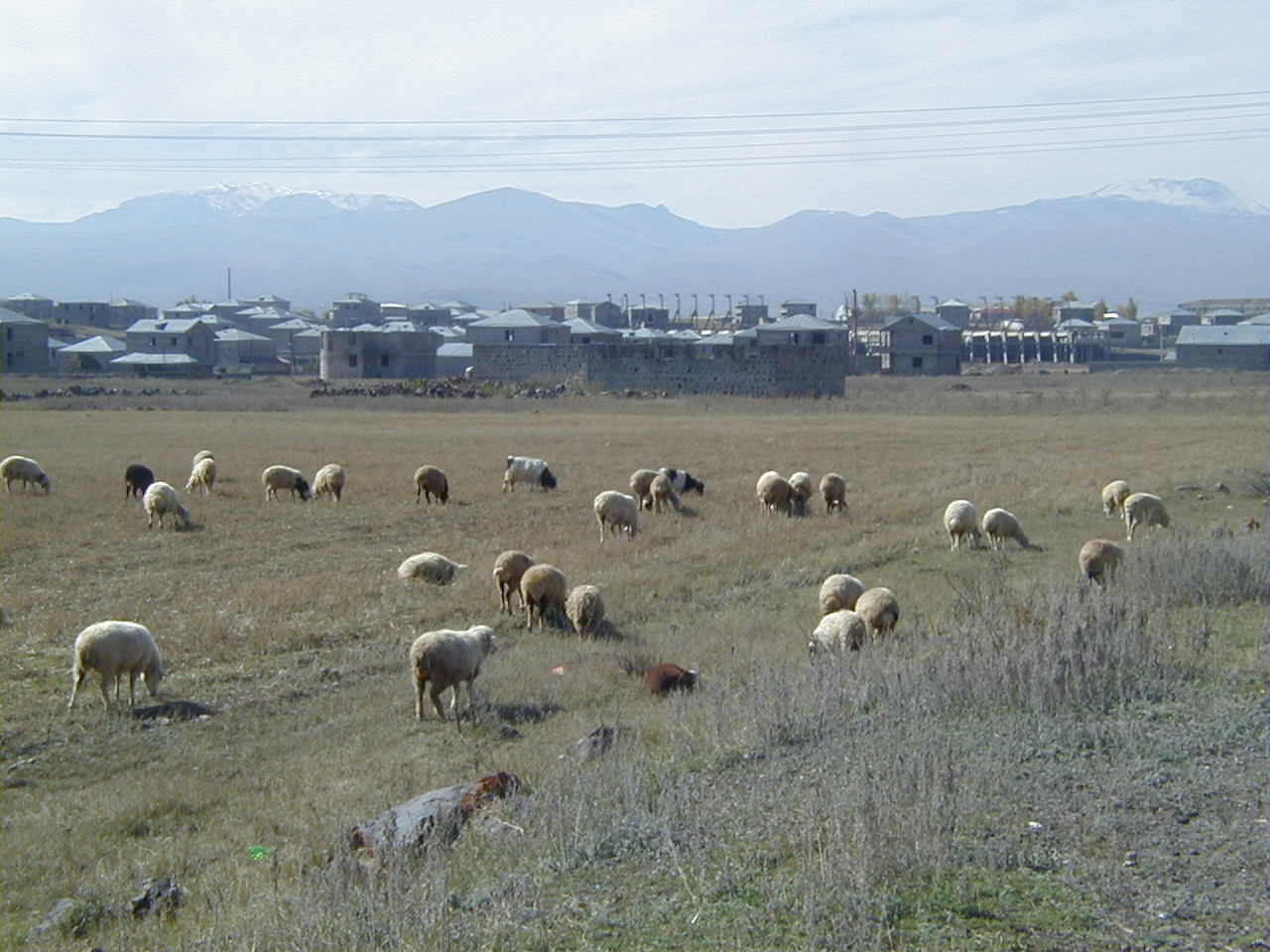
Przedmieścia Gawarr